# سانتا كروث دي بيناريس
بلدية سانتا كروث دي بيناريس (بالإسبانية: Santa Cruz de Pinares) هي بلدية تقع في مقاطعة آبلة التابعة لمنطقة قشتالة وليون وسط إسبانيا.

## الديموغرافيا
بلغ عدد سكان بلدية سانتا كروث دي بيناريس 167 نسمة عام 2011 (وفقاً للمعهد الوطني للإحصاء الإسباني).
| 219 | 217 | 206 | 201 | 199 | 191 | 167 |